# Who Says You Can't Go Home
"Who Says You Can't Go Home" é uma canção escrita por Jon Bon Jovi e Richie Sambora, do nono álbum de estúdio da banda Bon Jovi. Em 2006, foi realizado como 2º single do mesmo álbum.
A versão country da canção, lançada apenas nos Estados Unidos, tem a participação especial de Jennifer Nettles, cantora da banda Sugarland.

## Lista de faixas

### UK CD single #1
1. "Who Says You Can't Go Home" (Radio editada)
2. "Complicated" (Live in Boston)

### UK CD single #2
1. "Who Says You Can't Go Home" (Radio editada)
2. "Last Man Standing" (ao vivo em Boston)
3. "Raise Your Hands" (ao vivo em Boston)
4. "Who Says You Can't Go Home" videoclipe (dog suit version)

### Vinyl single
1. "Who Says You Can't Go Home" (Radio edit)
2. "Complicated" (ao vivo em Boston)

### Digital download
1. "Who Says You Can't Go Home" (versão acústica)

## Desempenho nas paradas musicais
| 2006 | 23 | 5 | 8 | 1 | 37 | 41 |